# Изопентенил пирофосфат
Изопентенил пирофосфатът (IPP) е междинен метаболит в класическия, мевалонатен път, използван от организмите за синтеза на терпеноиди. IPP се синтезира от ацетил-КоА. Впоследствие IPP може да бъде изомеризиран до диметилалил пирофосфат от ензима изопентенил пирофосфат изомераза.
IPP може да бъде синтезиран и по алтернативен немевалонатен път на изопреноиднен синтез, където той се образува от (E)-4-хидрокси-3-метил-бут-2-енил пирофосфат (HMB-PP) от ензима HMB-PP редуктаза (LytB, IspH). Немевалонатният път се използва от някои бактерии, апикомплексни протозои като маларийноя плазмодий и пластидите на растенията.